# Henry Fraenkel

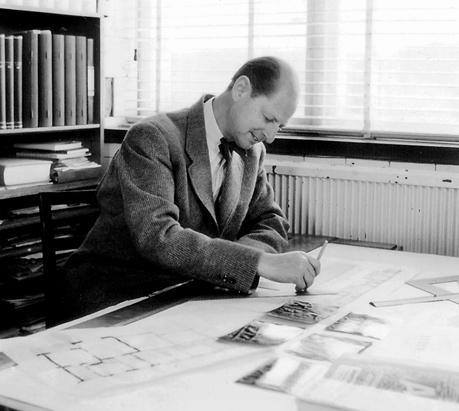
Henry Fraenkel

Henry Fraenkel, född 23 maj 1900 i Gentofte i Danmark, död 13 juni 1992 i Hellerup, var en dansk arkitekt och chefsarkitekt för Cloetta i Ljungsbro.

## Biografi
Fraenkel utexaminerades från Det Kongelige Danske Kunstakademi 1928. Efter några anställningar öppnade han eget verksamhet. Fraenkel, som var av judisk börd, flydde till Sverige under andra världskriget och inkvarterades där i Toftaholm i Småland. Där träffade han Cloettas dåvarande chef Hjalmar Svenfelt som anställde honom som chefsarkitekt. Svanfeldt var starkt inspirerad av den engelska trädgårdsstaden Bournville som chokladfirman Cadbury & Son grundat i England och ville bygga upp ett liknande mönstersamhälle kring Cloetta. Fraenkel förenade trädgårdsstadens småskalighet med funktionalismens idéer under de två decennier han verkade i Ljungsbro. Projekten hade en generös budget och kunde genom Fraenkels försorg hålla en hög kvalitet, med en genomgående stark material- och färgkänsla. Han kom därigenom att sätta sin prägel på utbyggnaden av Ljungsbro under 1940- och 1950-talet, genom fabriks- och kommunala anläggningar, liksom personalbostäder. Företagets daghem beskrevs vid invigningen som landets modernaste.  Kommunalhuset som uppfördes för Vreta klosters landskommun 1947 är numera bibliotek och administrationsbyggnad.
Fraenkel återvände senare till Danmark, där han öppnade egen verksamhet med uppdrag i de båda grannländerna.

## Bilder

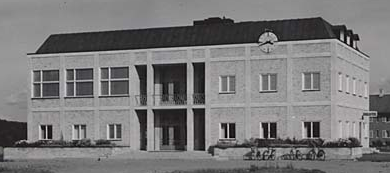
Kommunalhuset i Ljungsbro
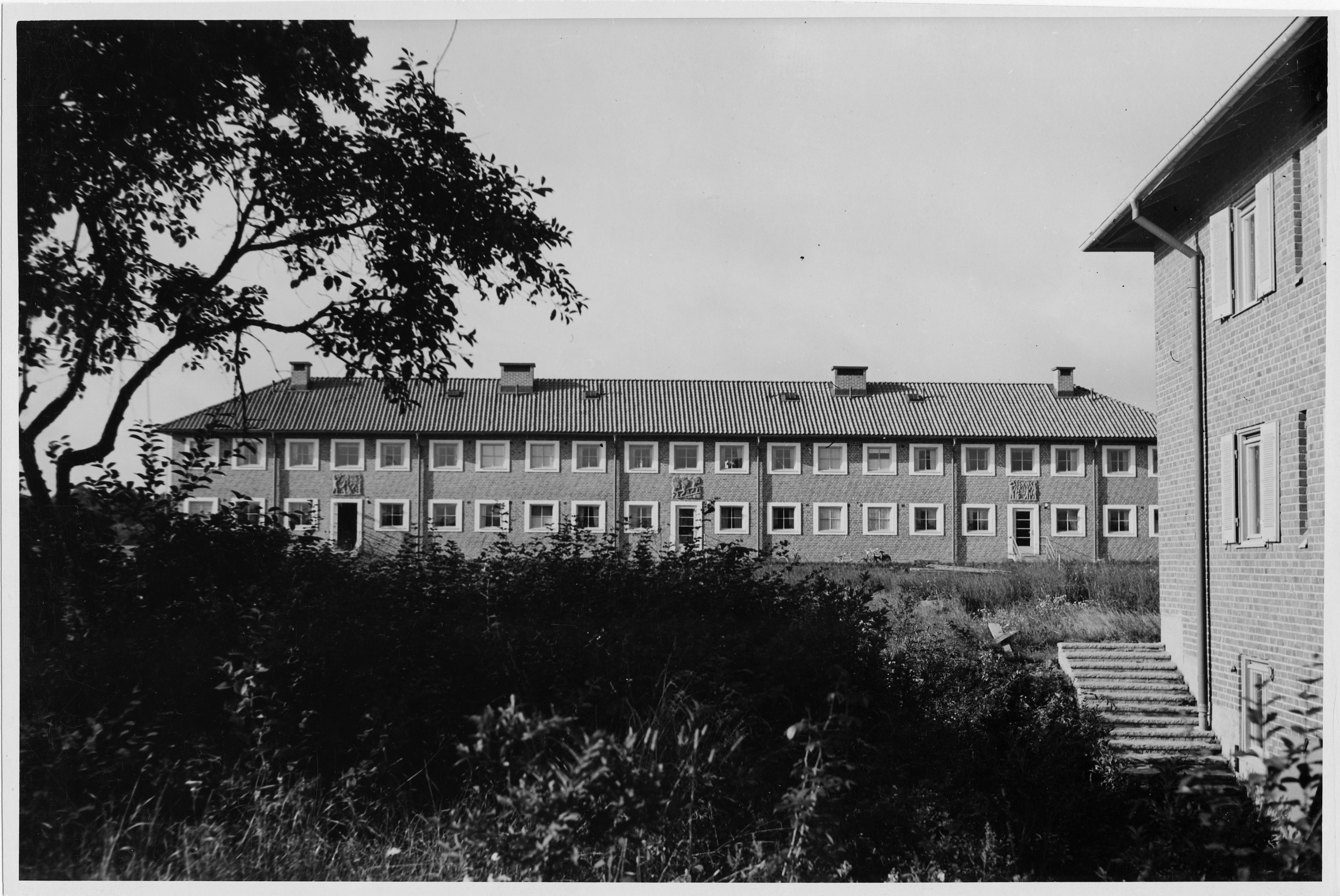
Accragården
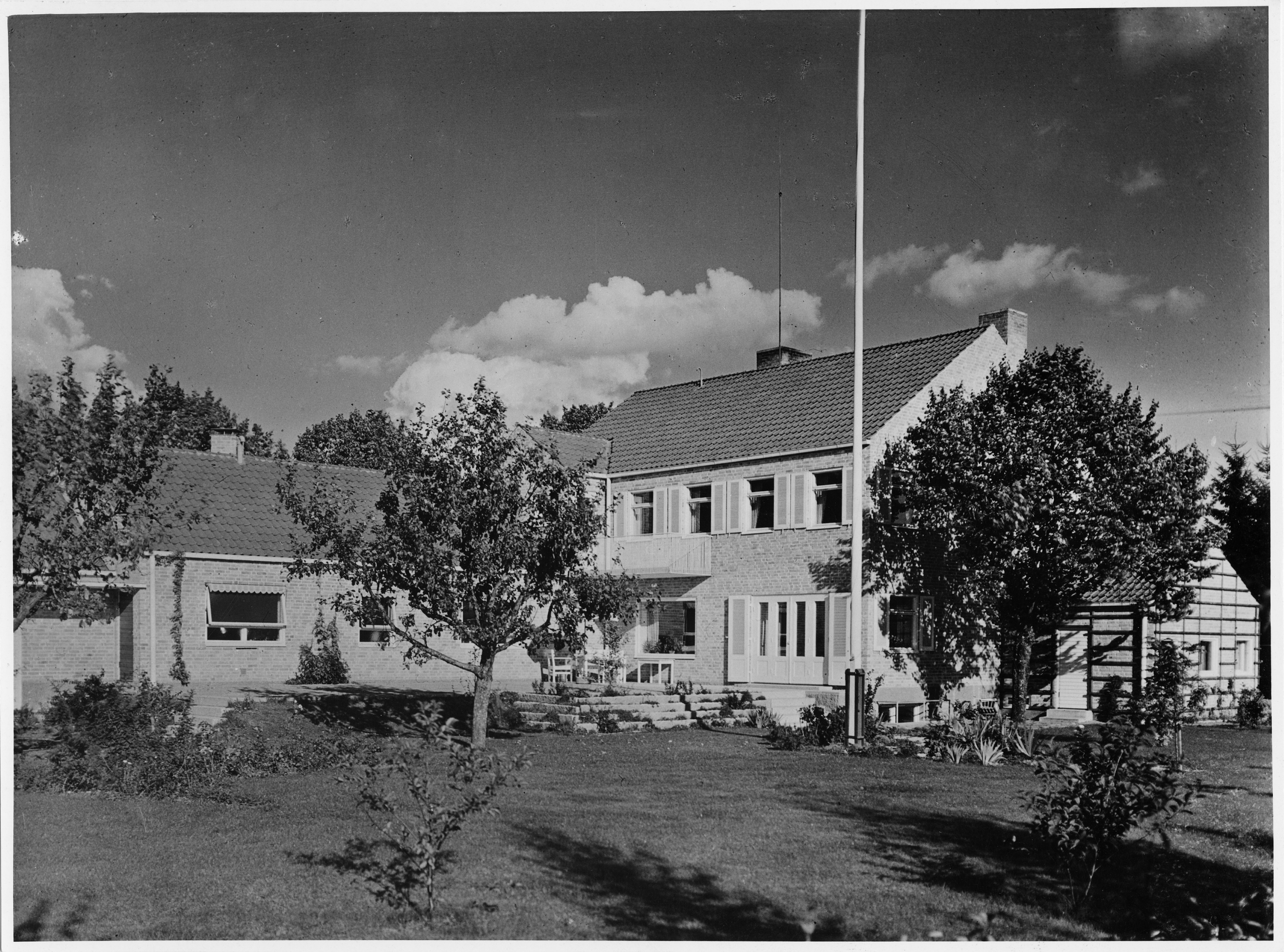
Provinsialläkarbostaden
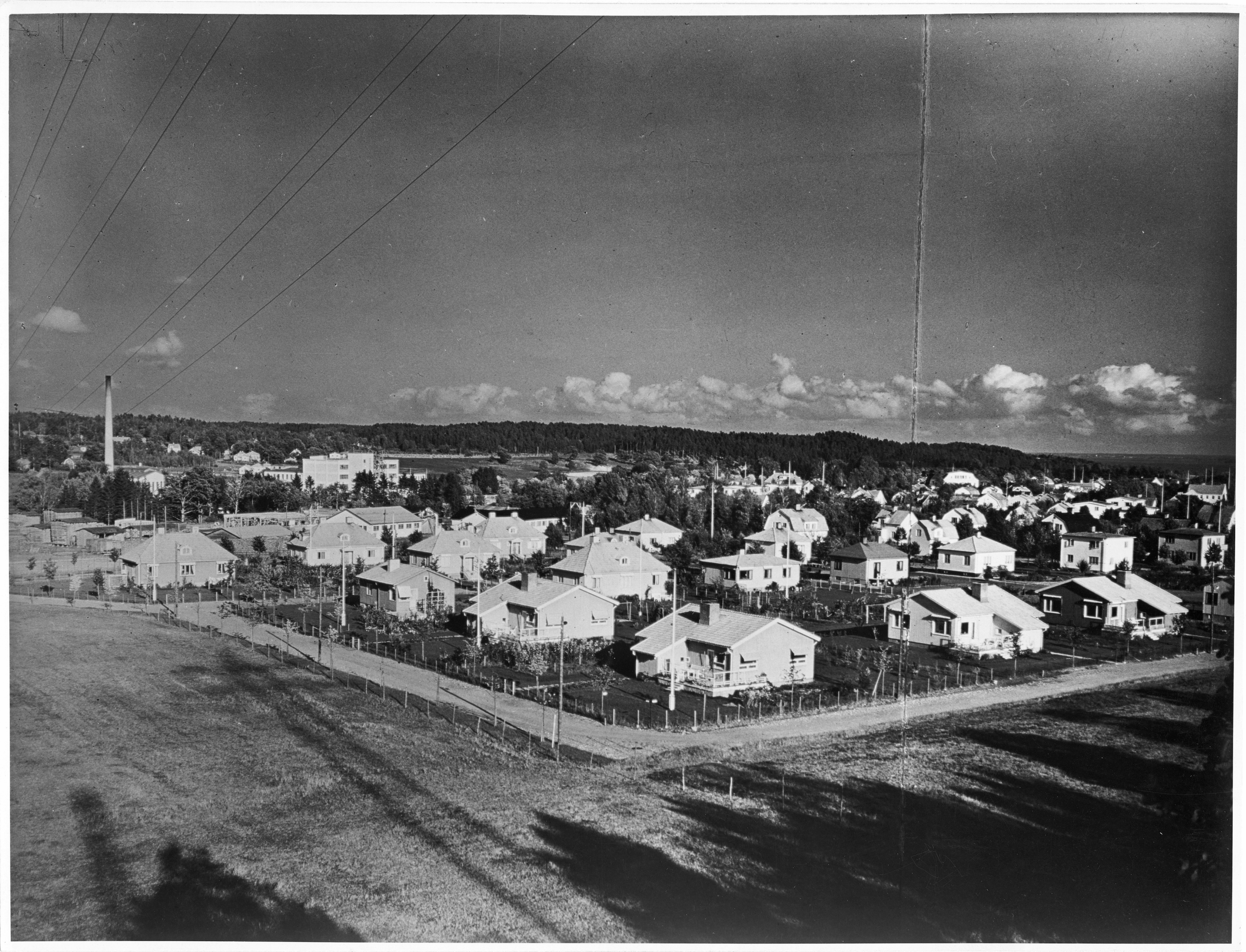
Tjänstemannavillor
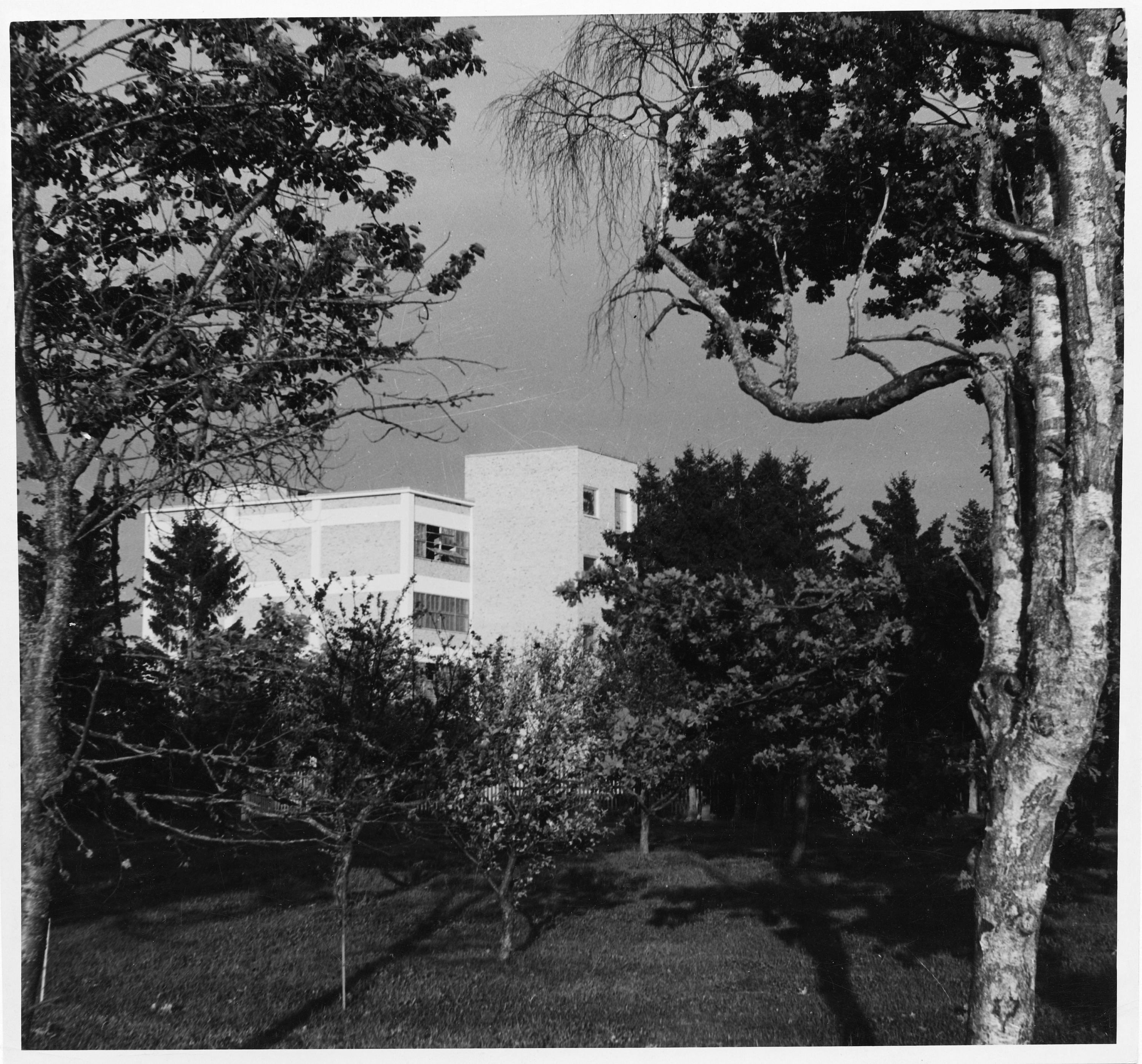
Torrmjölksfabrik